# Kuai Man
Kuai Man (chinesisch 蒯曼; * 7. Februar 2004 in Yancheng, Jiangsu) ist eine chinesische Tischtennisspielerin.

## Karriere
Ihre ersten internationalen Turniere spielte Kuai 2017, im U15-Bereich bei der Jugend-Asienmeisterschaft gewann sie Bronze im Einzel, im Jahr darauf Gold. 2019 nahm sie an der Jugend-Weltmeisterschaft teil, wo sie Silber im Doppel und Bronze im Mixed holte. 2021 wurde sie auch im U19-Bereich Jugend-Weltmeisterin. Ab 2022 spielte sie vermehrt in der WTT Series und holte beim WTT Contender Muscat sowohl im Einzel als auch im Doppel ihren ersten Titel im Erwachsenenbereich. Im Mai rückte sie in der Weltrangliste auf Platz 33 und damit erstmals in die Top 100 vor. 2023 gewann Kuai bei der Jugend-Weltmeisterschaft Gold in allen vier Wettbewerben und nahm im Mixed auch bei den Erwachsenen zum ersten Mal an der Weltmeisterschaft teil, mit Lin Shidong holte sie Bronze. Gemeinsam wurden sie 2024 zudem Asienmeister und gewannen den China Smash. Im Februar 2025 erreichte Kuai beim Singapore Smash das Finale, das sie gegen Sun Yingsha verlor, und rückte dadurch in der Weltrangliste erstmals in die Top 10 vor. Nach einer erneuten Finalniederlage gegen Sun Yingsha gewann Kuai auch beim World Cup Silber.

## Turnierergebnisse
| Verband | Veranstaltung               | Jahr | Ort               | Land | Einzel        | Doppel        | Mixed         | Team   | U-21       |
| ------- | --------------------------- | ---- | ----------------- | ---- | ------------- | ------------- | ------------- | ------ | ---------- |
| CHN     | Asienmeisterschaft          | 2024 | Astana            | KAZ  | Achtelfinale  | Halbfinale    | Gold          | Silber |            |
| CHN     | ITTF Challenge Series       | 2019 | Minsk             | BLR  | Viertelfinale | Achtelfinale  |               |        | Halbfinale |
| CHN     | ITTF Challenge Series       | 2019 | Władysławowo      | POL  | letzte 32     | Qual.         |               |        | Gold       |
| CHN     | Grand Smash                 | 2025 | Las Vegas         | USA  | Halbfinale    | Gold          | Gold          |        |            |
| CHN     | Grand Smash                 | 2025 | Singapur          | SIN  | Silber        | Gold          | Gold          |        |            |
| CHN     | Grand Smash                 | 2024 | Peking            | CHN  | letzte 32     | Achtelfinale  | Gold          |        |            |
| CHN     | WTT Series (Contender)      | 2025 | Maskat            | OMN  | Silber        | Viertelfinale | Achtelfinale  |        |            |
| CHN     | WTT Series (Star Contender) | 2025 | Doha              | QAT  | Gold          | Achtelfinale  | Achtelfinale  |        |            |
| CHN     | WTT Series (Contender)      | 2024 | Maskat            | OMN  | Gold          |               | Gold          |        |            |
| CHN     | WTT Series (Contender)      | 2024 | Almaty            | KAZ  | Achtelfinale  | Achtelfinale  | Gold          |        |            |
| CHN     | WTT Series (Contender)      | 2024 | Taiyuan           | CHN  | letzte 32     | Gold          | Gold          |        |            |
| CHN     | WTT Series (Star Contender) | 2024 | Doha              | QAT  | letzte 32     | Viertelfinale | Silber        |        |            |
| CHN     | WTT Series (Contender)      | 2023 | Taiyuan           | CHN  | Viertelfinale | Silber        | Gold          |        |            |
| CHN     | WTT Series (Star Contender) | 2023 | Lanzhou           | CHN  |               | Achtelfinale  | Gold          |        |            |
| CHN     | WTT Series (Contender)      | 2023 | Almaty            | KAZ  | Gold          | Gold          | Achtelfinale  |        |            |
| CHN     | WTT Series (Star Contender) | 2023 | Ljubljana         | SLO  | Viertelfinale | Gold          | Viertelfinale |        |            |
| CHN     | WTT Series (Contender)      | 2023 | Zagreb            | HRV  | Halbfinale    | Viertelfinale | Silber        |        |            |
| CHN     | WTT Series (Star Contender) | 2023 | Bangkok           | THA  | Viertelfinale | Gold          | Achtelfinale  |        |            |
| CHN     | WTT Series (Contender)      | 2023 | Amman             | JOR  | letzte 32     | Achtelfinale  | Gold          |        |            |
| CHN     | WTT Series (Contender)      | 2023 | Doha              | QAT  | Achtelfinale  | Gold          | Gold          |        |            |
| CHN     | WTT Series (Contender)      | 2023 | Durban            | RSA  | Achtelfinale  | Gold          | Gold          |        |            |
| CHN     | WTT Series (Contender)      | 2022 | Tunis             | TUN  | Achtelfinale  | Gold          | Viertelfinale |        |            |
| CHN     | WTT Series (Contender)      | 2022 | Zagreb            | HRV  | Achtelfinale  | Halbfinale    |               |        |            |
| CHN     | WTT Series (Contender)      | 2022 | Maskat            | OMN  | Gold          | Gold          | Viertelfinale |        |            |
| CHN     | World Cup                   | 2025 | Macau             | MAC  | Silber        |               |               |        |            |
| CHN     | World Cup                   | 2024 | Macau             | MAC  | 17.–32. Platz |               |               |        |            |
| CHN     | Mixed Team World Cup        | 2024 | Chengdu           | CHN  |               |               |               | Gold   |            |
| CHN     | Weltmeisterschaft           | 2025 | Doha              | QAT  |               | Gold          | Viertelfinale |        |            |
| CHN     | Weltmeisterschaft           | 2023 | Durban            | RSA  |               |               | Halbfinale    |        |            |
| CHN     | Jugend-Weltmeisterschaft    | 2023 | Nova Gorica       | SLO  | Gold          | Gold          | Gold          | Gold   |            |
| CHN     | Jugend-Weltmeisterschaft    | 2022 | Radès             | TUN  | Halbfinale    | Achtelfinale  | Gold          | Gold   |            |
| CHN     | Jugend-Weltmeisterschaft    | 2021 | Vila Nova de Gaia | POR  | Gold          | Gold          | Silber        | Gold   |            |
| CHN     | Jugend-Weltmeisterschaft    | 2019 | Korat             | THA  | Viertelfinale | Silber        | Halbfinale    | Gold   |            |
| CHN     | Jugend-Asienmeisterschaft   | 2019 | Ulaanbaatar       | MYA  | Qual.         | Achtelfinale  |               | Gold   |            |
| CHN     | Jugend-Asienmeisterschaft   | 2018 | Naypyidaw         | MYA  | Gold          |               |               | Gold   |            |
| CHN     | Jugend-Asienmeisterschaft   | 2017 | Asan              | KOR  | Halbfinale    |               |               | Gold   |            |